# 管弦楽のための3つの小品 (ベルク)
管弦楽のための3つの小品（かんげんがくのためのみっつのしょうひん、独: Drei Orchesterstücke）作品6は、アルバン・ベルクが作曲した全3曲からなる管弦楽曲。『3つの管弦楽曲』とも称される。

## 概要
ベルクが作曲した唯一の管弦楽曲で、1914年9月8日から1915年夏にかけて作曲された。本来は師であるアルノルト・シェーンベルクの誕生日（1914年9月16日）に完成し献呈するつもりで、前年から構想していたが、3つの楽章のうち第1楽章と第3楽章のみ誕生日に間に合い、第2楽章が完成されたのは同年の末頃であった。スコアの浄書は翌1915年の夏までかかり、8月にようやく献辞が添えられたスコアがシェーンベルクの許に届けられた。
性格的小品による組曲を書くという考えはシェーンベルクのアドバイスによるもので、濃密かつ大胆な書式にはグスタフ・マーラーの作品（特に交響曲第6番や『死んだ鼓手』）やシェーンベルクの『5つの管弦楽曲』の影響が指摘される。また、シェーンベルクが使用した主声部（H）と副声部（N）の表示も取り入れている。
ベルクは本作の作曲中の1914年5月、ゲオルク・ビュヒナーの戯曲『ヴォイツェック』の上演を観ており、そこで見た場面の音楽化を思い付き、これが本作の劇的な作風に大きく影響している。実際、第2楽章の終結部は後のオペラ『ヴォツェック』の第1幕の終わり方に酷似し、第3楽章の80小節から83小節のトロンボーンのモティーフもそのまま出ている。また終結部に近い半音階の平行和音の上昇形は『ヴォツェック』第3幕の池のほとりの場面に酷似している。

## 初演
1923年6月5日（この時ベルリンは「オーストリア音楽週間」だった）にアントン・ヴェーベルンの指揮で、第1楽章と第2楽章のみで初演された。ベルクはその後1929年に手を加え、改訂された版による全曲の初演は1930年4月14日に、北ドイツのオルデンブルクでヨハネス・シューラーの指揮により行われている。

## 楽器編成
拡大された四管編成で書かれている。
- 木管楽器

フルート4（ピッコロ4持ち替え）、オーボエ4（4番はコーラングレ持ち替え）、A管クラリネット4（3番はEs管クラリネット持ち替え）、B管バスクラリネット、ファゴット3、コントラファゴット
- 金管楽器

F管ホルン6、F管トランペット4、トロンボーン3、バストロンボーン、チューバ
- 打楽器

ティンパニ2対、大太鼓、小太鼓、シンバル（大太鼓取り付け）、タムタム（大・小）、テノールドラム、トライアングル、グロッケンシュピール、シロフォン、チェレスタ、大きなハンマー（金属的な音ではなく）
- 弦楽器

弦五部、ハープ2

## 演奏時間
約20分（各4分、6分、10分）

## 構成
題名通り3つの楽章からなる。
第1楽章 前奏曲（Präludium）
Langsam（遅く） - Ein wenig bewegter（少し動きを増して） - Tempo der Korrespond Stelle（同一部のテンポで）。4/4拍子。打楽器のみの合奏で始まり、中間部は次第に高潮するが、終わりはまた打楽器だけの合奏に戻る。
第2楽章 輪舞（Reigen）
Leicht, beschwingt（明るく軽やかに） - langsame Walzertempo（ゆっくりとしたワルツのテンポで） - a tempo。2/2拍子 - 3/4拍子。緩徐楽章の趣を持つ。両端部分では第1楽章終盤の動機が用いられ、中間部はパロディがかったワルツとなる。
第3楽章 行進曲（Marsch）
Mäßiges Marschtempo（Tempo I）（中庸な行進曲のテンポで） - Flottes Marschtempo (Tempo II) （きびきびとした行進曲のテンポで）- Allegro energico（Tempo III）。4/4拍子。最長の時間をかける楽章で、マーラーの交響曲第6番や『ヴォツェック』の行進曲との類似が顕著である。行進曲の三連符や符点リズムに乗って数々の動機が複雑に絡み合う。